# Vimana
1. Preusmjeri Nacrt:Vimana